# Šugar Rej Robinson
Šugar Rej Robinson (rođen Voker Smit mlađi; 3. maj 1921 – 12. april 1989) bio je američki profesionalni bokser koji se takmičio od 1940 do 1965. Robinsonovi nastupi u polusrednjoj i srednjoj kategoriji podstakli su sportske pisce da naprave „funtu za funtu” rangiranja, gde su upoređivali borce bez obzira na težinu. On je primljen u Međunarodnu boksersku dvoranu slavnih 1990. godine. On se smatra jednim od najvećih boksera svih vremena, a 2002. godine Robinson je rangiran na prvo mesto liste „80 najboljih boraca u poslednjih 80 godina” magazina Ring.
Robinsonov amaterski balans je bio 85-0, od čega je 69 pobeda ostvario nokautom, 40 u prvoj rundi. U 1940. godini postao je profesionalni bokser. Tada je imao 19 godina, i do 1951. godine imao je profesionalni profil 128–1–2 sa 84 nokauta. Od 1943. do 1951. godine Robinson se kretao u nepobedivom nizu u 91 borbi, trećem najdužem u istoriji profesionalnog boksa. Robinson je držao svetsku titulu u polusrednjoj kategoriji u periodu od 1946. do 1951, kada je osvojio je svetsku titulu u srednjoj kategoriji. Penzionisao se 1952, da bi se dve i po godine kasnije vratio i stekao titulu u srednjoj kategoriji 1955. On je zatim postao prvi bokser u istoriji koji je pet puta osvojio divizijsko svetsko prvenstvo (podvig koji je postigao pobedom nad Karmen Basiliom 1958. godine da bi se vratio u prvenstvo srednje težine). Robinson je dva puta proglašen „borcem godine”: prvo za svoje nastupe 1942, zatim devet godina i preko 90 borbi kasnije, za svoje napore 1951. godine.
Poznat po svom blistavom načinu života van ringa, Robinson se smatra začetnikom moderne sportske „pratnje”. Nakon što je okončao boksersku karijeru, Robinson se okušao u karijeri zabavljača, ali nije bio uspešan. Suočavao se sa finansijskim problemima do kraja života, 1989. godine. Poštanska služba Sjedinjenih Država je 2006. godine stavila u promet njegovu komemorativnu marku.

## Detinjstvo i mladost
Robinson je rođen kao Voker Smit mlađi u Ejliju u Džordžiji, od oca Vokera Smita i majke Lejle Herst. Robinson je bio najmlađi od troje dece; njegova najstarija sestra Mari rođena je 1917, a druga sestra Evelin 1919. Otac mu je bio farmer pamuka, kikirikija i kukuruza u Džordžiji, koji je porodicu preselio u Detroit gde je prvobitno našao posao u građevinarstvu. Prema Robinsonu, Smit stariji je kasnije radio dva posla kako bi izdržavao porodicu - mešač cementa i kanalizacioni radnik. „Morao je da ustane u šest ujutro i vraćao se kući blizu ponoći. Šest dana nedeljno. Jedini dan koji sam ga zaista video bila je nedelja ... Uvek sam želeo da budem više s njim.”
Njegovi roditelji su se razdvojili i on se preselio sa majkom u njujoršku oblast Harlem kad je imao dvanaest godina. Robinson je prvobitno želeo da bude lekar, ali nakon što je u devetom razredu napustio Srednju školu DeVit Klinton, svoje aspiracije je preneo na boks. Kada je imao 15 godina, pokušao je da učestvuje u svom prvom bokserskom turniru, ali rečeno mu je da prvo treba da postane član AAU. Međutim, nije mogao da se učlani pre svoje osamnaeste godine. On je dobio svoje ime kada je zaobišao starosno ograničenje AAU pozajmivši izvod iz matične knjige rođenih svog prijatelja Raja Robinsona. Potom mu je rekla jedna dama iz publike da je „sladak kao šećer” tokom nastupa u Vatertaunu u Njujorku, te je Smit mlađi postao poznat kao „Šugar” Rej Robinson.
Robinson je kao mladić idolizovao Henrija Armstronga i Joa Luis, a zapravo je živeo u istom bloku kao Luis u Detroitu kada je Robinson imao 11, a Luis 17 godina. Izvan ringa, Robinson je kao mladić često upadao u probleme i bio je povezan sa jednom uličnom bandom. Oženio se sa 16 godina. Par je imao jednog sina, Ronija, a razveli se kada je Robinson imao 19 godina. Svoju amatersku karijeru završio je sa rekordom 85-0, sa 69 nokauta-40 u prvoj rundi. Osvojio je prvenstvo Zlatnih rukavica u perolakoj kategoriji 1939, i prvenstvo u lakoj kategoriji 1940. godine.

## Ostavština
Robinsona su sportski pisci, kolege bokseri i treneri rangirali kao jednog od najvećih boksera svih vremena. Izraz „funta za funtu” stvorili su sportski pisci za njega tokom njegove karijere kao način da se uporede bokseri bez obzira na težinu. Borci Kuće slavnih Muhamed Ali, Džo Luis, Roberto Duran i Šugar Rej Leonard svrstali su Robinsona kao najboljeg boksera pojedinačne kategorije u istoriji. Godine 1997, časopis The Ring ga je ocenio kao najboljeg borca svoje kategorija u istoriji, a 1999. godine Asošijeted pres ga je proglasio za najboljeg borca veka u lakoj verter kategoriji, borca veka „srednju težine” i generalno „borca veka”. Godine 2007. je na ESPN.com predstavljen u reportaži „50 najvećih boksera svih vremena”, u kojoj je Robinson proglašen jednim od najboljih boksera u istoriji. Godine 2003, časopis The Ring ga je rangirao na 11. mestu na spisku najboljih udarača svih vremena. Robinson je takođe rangiran kao prvom mestu u velter lakoj kategoriji i bokser broj 1 za pojedinačne težinske kategorije svih vremena od strane Međunarodne organizacije za istraživanje boksa. On je uveden u Dvoranu slavnih Madison skver gardena pri njenom osnivanju 1992. godine.

## Literatura
- Boyd, Herb, and Robinson, Ray II (2005). Pound for Pound: A Biography of Sugar Ray Robinson. New York: HarperCollins. ISBN 978-0-06-018876-4..
- Chenault, Julie (5. 11. 1981), „Edna Mae Robinson Still Looking Good in Her Mink”, Jet, Johnson Publishing Company November 5, 1981 issue ISSN 0021-5996
- Donelson, Thomas, and Lotierzo, Frank (2002). Viewing Boxing from Ringside. Lincoln: iUniverse. ISBN 978-0-595-23748-7..
- Fitzgerald, Mike H., and Hudson, Dabid L. Boxing's Most Wanted: The Top Ten Book of Champs, Chumps and Punch-drunk Palookas. Virginia: Brassey's. 2004. ISBN 978-1-57488-714-3..
- Hauser, Thomas (2000). The Black Lights: Inside the World of Professional Boxing. Fayetteville: University of Arkansas Press. ISBN 978-1-55728-597-3..
- Nagler, Barney. „"Boxing's Bad Boy: Sugar Ray Robinson"”. Архивирано из оригинала 29. 05. 2012. г.. SPORT Magazine. October 1947.
- Robinson, Sugar Ray, and Anderson, Dave (1994). Sugar Ray. London: Da Capo Press. ISBN 978-0-306-80574-5..
- Sammons, Jeffrey Thomas (1998). Beyond the Ring: The Role of Boxing in American Society. Urbana: University of Illinois Press. ISBN 978-0-252-06145-5..
- Wiley, Ralph (2000). Serenity: A Boxing Memoir. Lincoln: University of Nebraska Press. ISBN 978-0-8032-9816-3..

## Spoljašnje veze
- Zvanični veb-sajt
- -author= -